# Risque pyrotechnique
Cet article fournit diverses informations sur les objets pyrotechniques, leurs caractéristiques et les règlementations associées.

## Objet
Les objets pyrotechniques font l'objet d'une règlementation risque parmi les plus précises et les plus anciennes,. Les produits concernés sont à la fois présents dans le domaine civile et militaire: 
- Domaine Civil: 
  - Airbags
  - Prétensionneurs de ceinture de sécurité
  - Générateur d'oxygène dans l'aéronautique
  - Feux d'artifice
  - Les mines et carrières
- Domaine militaire
- Dispositifs de propulsion spatiale
- Dispositifs de sécurité 
  - Munitions
  - Missiles

Les substances pyrotechniques ont des réactions exothermiques sans apport d'oxygène de l'air. La législation a évolué depuis 2005,.

## Différents types de réactions
Les réactions susceptibles de se produire sont de trois types: 
- Combustion : de quelque mm/s à quelques m/s. Les effets sont essentiellement thermiques, mais les produits de décomposition peuvent être toxiques ou donner lieu à la projection de particules incandescentes à très haute température (plusieurs milliers de degrés pour certaines compositions pyrotechniques)
- Déflagration : quelques centaines de m/s. Outre les effets thermiques, un effet de souffle est à prendre en compte dans l'évaluation des risques, avec les éventuelles projections qu'il est susceptible de générer en fonction de l'environnement à proximité de la matière active.
- Détonation : couplage de la réaction chimique et d'une onde de choc, jusqu'à 9000 m/s. Une onde de choc aérienne (et une surpression létale à une distance inférieure à 15.Q1/3, mais aussi potentiellement sismique, est à prendre en compte. Elle peut générer des éclats présentant un danger majeur.(Q exprimé en kg équivalent TNT)

Seuls les régimes de combustion et de détonation sont stables. Le régime de déflagration est métastable et peut évoluer en une détonation.

## Différents produits
Les produits chimiques utilisés comme matériaux énergétiques en pyrotechnie peuvent être classés selon les risques de déclenchement de la réaction exothermique et de ses effets.
| Compositions oxydoréductrices vives | Combustion ou déflagration, très haute température, production de solides chauds               | Allumage                                  |
| Explosifs primaires                 | Détonation seulement, sous l'effet de faibles chocs, échauffement, voire exposition à un laser | Amorçage                                  |
| Composition oxydoréductrices lentes | Combustion, production de fumée                                                                | fumigènes, chandelles                     |
| Propergols                          | Combustion et déflagration lorsqu'ils sont confinés. Forte quantité de gaz produite            | Propulsion spatiale, airbags              |
| Explosifs secondaires               | Combustion ou déflagration hors confinement, détonation lorsqu'exposés à une onde de choc      | Explosifs militaires                      |
| Explosifs de carrière               | Émulsions détonantes lorsqu'amorcées. Ondes de chocs                                           | Mines, carrière, destruction de bâtiments |

Les nouveaux matériaux insensibles (Matières détonantes extrêmement peu sensibles ou MDEPS) n'entrent en réaction violente que soumis à des sollicitations tellement violentes qu'elles doivent être intentionnelles.

## Phénomènes déclencheurs
La réaction involontaire d'un dispositif pyrotechnique peut être déclenchée par des phénomènes très variés, auxquels il est plus ou moins sensible en fonction de son architecture interne et de la nature des matériaux énergétiques présents. Les principales causes font l'objet de tests normalisés : 
- chocs ou chute ;
- chaleur intense ;
- chaleur lente ou effet cook-off (Explosion thermique) ;
- électricité statique ;
- foudre ;
- rayonnement électromagnétique (radar...) ou effets DRAM qui agissent sur les systèmes électroniques ;
- vieillissement (concerne essentiellement les poudres à base de nitrocellulose) ;
- friction ;
- réaction par influence (produite par la détonation d'un dispositif proche et pouvant conduire à une réaction en chaine) ;
- mise en présence d'autres produits chimiques incompatibles ;
- contact avec l'eau pour certaines compositions à base de métaux ultra-dispersés ;

et par ailleurs : 
- les facteurs humains : mauvaise formation des personnels, problème d'organisation, état d'esprit.

## Les problématiques risque
Les matériaux énergétiques sont soumis à des problématiques engendrant des risques et qui sont de plus en plus d'actualité dans la mesure où ces risques touchent le grand public. Les salariés demeurent toutefois les principaux exposés.

### Le démantèlement
Le terrain européen a été, au cours des derniers siècles, le théâtre de conflits majeurs. De nombreux éléments pyrotechniques sont régulièrement découverts en France et en Allemagne. Des accidents se produisent car la filière de démantèlement est partiellement organisée. La diffusion massive de la pyrotechnie dans le domaine civil (airbags, signalisation lumineuse pour bateau..) conduit à des masses très importante de matériaux énergétiques à détruire. Les méthodes de destruction demeurent largement centrées sur la combustion des produits, ce qui pose également la question du traitement des déchets. Comme le montre cet échange avec un élu : 
| Question n° 21362 du 22 avril 2008. - M. Louis Cosyns attire l'attention de M. le ministre de la défense sur la question du démantèlement des missiles et des munitions conventionnelles respectant les normes environnementales européennes. Aujourd'hui, la question de la déconstruction des missiles M45 se pose du fait de leur remplacement à venir par le missile M51, mais aussi celle des missiles MLRS. Aujourd'hui des unités de démantèlement de missiles respectant les normes environnementales n'existent pas en tant que telles en Europe. Toutefois, un projet porté par MBDA et Véolia prévoit la mise en place d'un site à Bourges, site qui serait capable de déconstruire entièrement tant les missiles que les munitions conventionnelles, et un projet porté par le SNPE et EADS prévoit la mise en place d'un site qui permettrait le démantèlement des propulseurs de missiles. À l'heure où le ministère de la Défense s'inscrit dans une démarche de développement durable, il lui demande de bien vouloir lui indiquer les mesures qu'il entend prendre afin de favoriser le démantèlement des missiles et des munitions conventionnelles respectant les normes environnementales européennes. |
| Réponse publiée le 12.08.08 L’État et donc le ministère de la Défense se doivent d’être exemplaires en matière de respect de l’environnement. Les actions du ministère de la défense en matière de développement durable s’inscrivent dans le cadre des priorités gouvernementales, que ce soit la stratégie nationale de développement durable ou les suites du Grenelle de l’environnement. Conscient de sa responsabilité à cet égard, le ministère encourage dès à présent l’émergence de solutions non polluantes pour le démantèlement des différents équipements militaires retirés du service. Parmi les équipements dont la démilitarisation est envisagée en tout ou partie dans les années à venir, figurent notamment les missiles stratégiques M45, appelés à être remplacés par les missiles M51, ainsi que les roquettes MLRS en dotation dans l’armée de terre. S’agissant des missiles M45, la délégation générale pour l’armement a financé ces dernières années plusieurs études de solutions, considérées comme propres, pour répondre au besoin de destruction des propulseurs à propergols solides. La dernière en date, notifiée à l’industrie en juin 2007, est une étude d’industrialisation d’un procédé de démantèlement des propulseurs par traitement biologique. Ce procédé fonde le projet « P2P » porté par les acteurs majeurs de la propulsion en Aquitaine, parmi lesquels les industriels EADS et SNPE. Cependant, un autre procédé « propre » est également envisageable à ce stade. Il consiste à faire fonctionner ou incinérer les propulseurs en enceinte confinée tout en traitant les fumées issues de cette combustion. Le ministère de la défense attend les résultats des études menées sur ce procédé, avant toute prise de décision. Par ailleurs, la viabilité économique du projet « P2P », dans l’hypothèse où il serait effectivement retenu par le ministère, requiert vraisemblablement que le traitement des déchets de production de propulseurs neufs (par SNPE et sa filiale Roxel, codétenue à parité avec MBDA) lui soit confié, ainsi que la destruction des systèmes pyrotechniques et des propulseurs de missiles tactiques ou assimilés. Ce projet s’adresse à un marché en partie commun avec celui visé par le projet de démilitarisation de munitions complexes (dont les missiles tactiques et les roquettes) ou conventionnelles ainsi que de systèmes pyrotechniques civils, porté à Bourges par l’entreprise MBDA France et son partenaire Pyrotechnis, filiale majoritaire de Veolia Environnement. Ce projet, dès lors notamment qu’il garantirait le respect des normes environnementales et qu’il serait susceptible, selon ses promoteurs, d’employer une quarantaine de salariés dans un bassin d’emploi ayant récemment subi des mutations industrielles, présente un intérêt certain pour le ministère de la défense. Toutefois, plusieurs industriels en France et en Europe peuvent a priori prétendre accéder au marché de destruction des roquettes MLRS françaises, dans la mesure où les dispositions légales et réglementaires en vigueur imposent qu’un tel marché soit passé avec mise en concurrence préalable. Une concurrence s’est ainsi déjà manifestée lors du premier appel d’offres international pour la destruction de roquettes MLRS organisé à l’été 2006 par la NAMSA (NATO Maintenance and Supply Agency), agence d’entretien et d’approvisionnement de l’Organisation du traité de l’Atlantique nord (OTAN). Il apparaît en outre important que toutes les synergies possibles entre le projet « P2P » et celui porté par MBDA France et Pyrotechnis soient recherchées et clairement identifiées avant toute mise en œuvre du soutien demandé. Le ministère de la défense veillera pour sa part à ce que la problématique de la déconstruction des munitions soit dûment prise en compte dans le futur projet de loi de programmation militaire pour la période 2009-2014 |

On peut également citer le projet Sécoia pour le démantèlement des munitions de la première guerre mondiale. 

### La toxicité
Certains produits ont utilisé des constituants aujourd'hui exclus par la réglementation REACh (Plomb, Chrome...) et leur remplacement à efficacité égale est complexe(Témoignage de Lacroix).Les organonitrés sont des produits xénobiotiques qui ne sont pas naturellement assimilés par les bactéries du sol et nécessite des micro-organismes spéciaux. Le développement de l'ISO 14040 a également permis de mieux maitriser le Cycle de vie de ces produits.

## Cadre légal en France
Les réglementations relatives à la sécurité pyrotechnique 
- Réglementation du travail
- établissements pyrotechniques (décret 79-846[11])
- dépollution (décret 2005-1325)[12]
- autres réglementations
- environnement (décret 77-1133)[13]
- transports (ADR, … ) [14]
- interministériel : régime des poudres (décret 90-153) [15]

Par l'arrêté du 20/04/2007: la cinétique des phénomènes dangereux pyrotechniques est considérée comme rapide sauf justification particulière. Le SFEPA a publié début 2009 un guide de bonnes pratiques reprenant ces évolutions.